# La maschera del barbaro
La maschera del barbaro è un film muto italiano del 1918 diretto da Paolo Trinchera.